# Кърка (манастир)
Вижте пояснителната страница за други значения на Кърка.
Кърка е православен манастир и културен сръбски център в Далмация, Хърватия. Намира се между Книн и Шибеник (на 3,5 км източно от село Кистане) в каньона на едноименната река Кърка, откъдето името му. Църквата му е посветена на Свети Архангели Михаил и Гавриил, като според легендата е построена по времето на крал Милутин, на мястото където е проповядвал апостол Павел.
Сигурното за манастира е, че е издигнат като задужбина от сестрата на Стефан Душан – Елена Неманич Шубич, която е в династична връзка с местния владетел от рода Шубичи. Манастирът е споменат в запазен документ от 1350 г., а през 1402 г. е разширен.
Днес манастирът Кърка е един от трите исторически сръбски православни манастири в Далмация, заедно с Крупа и Драгович. Освен това манастирът има българска връзка, пазейки старобългарския Висарионов патерик от 1346 г. на чиято корица на старобългарски е изписано „Сияйна книга на манастира Хилендар“.
Най-ценното което пази манастира е неговата съкровищница с 4000 книги, в т.ч. повече от 50 староръкописни (Мокрополско четвероевангелие) и старопечатни книги на предимно старобългарски (включително от печатницата на Църноевич), гръцки, латински, италиански и немски език. Манастирът пази над 2000 икони, портрети, хоругви, антиминси и други църковни потреби. Съкровищницата му е безценна, понеже за разлика от всички други сръбски православни манастири в Хърватия и Босна и Херцеговина, манастирът никога не е горял.
В манастира е имало скрипториум, а през 1615 г. е отворено богословско училище.   